# Regno di Borgogna
Regno di Borgogna fu una denominazione applicata a diversi Stati dell'Europa occidentale nel corso del Medioevo. La regione storica della Borgogna si trova a cavallo delle attuali Francia, Italia e Svizzera, e i suoi centri principali erano le città di Ginevra e Lione.

## Storia

### Regno dei Burgundi (411-534)
La Borgogna o Burgundia prende il suo nome dalla tribù germanica dei burgundi: questi, provenienti dalla Scandinavia, migrarono nella Gallia romana e si stanziarono sulle Alpi occidentali e nella valle del Rodano, dando vita ad uno dei Regni romano-germanici.
Attorno al 430 re Gundicaro sconfinò ripetutamente in Gallia Belgica, provincia ancora controllata dal governo imperiale: il generale romano Flavio Ezio, alla testa di un esercito di mercenari unni, sconfisse i burgundi a Borbetomagus; questo è l'evento storico alla base della saga dei Nibelunghi, a noi giunta come Nibelungenlied. Nel 443 i burgundi superstiti furono insediati come foederati nella Sapaudia, un distretto della provincia romana di Maxima Sequanorum. Dopo la caduta dell'Impero nel 476, re Gundobado perseguì un'alleanza col suo potente vicino, Clodoveo I re dei Franchi, e promulgò il codice di leggi noto come Lex Burgundionum.
Nel 523 però i tre figli di Clodoveo condussero campagne contro i burgundi, istigati dalla madre Clotilde, il cui padre Chilperico II dei Burgundi era stato assassinato dal suo stesso fratello Gundobado. Nel 534 i franchi sconfissero ad Autun i burgundi: il loro ultimo re Gondomaro fu ucciso ed il suo regno fu annesso a quello franco.

### Burgundia merovingia e carolingia (534-843)
Benché il regno non esistesse più come entità indipendente, vari sovrani franchi della dinastia merovingia assunsero il titolo di "re di Burgundia" (561-584, 639-737).
Nel 751, i Merovingi furono deposti e sostituiti dai loro maestri di palazzo, i Carolingi. Nell'800, con Carlo Magno, il regno franco si tramutò in Impero carolingio.

### Regno di Provenza (855-863)
Con il trattato di Verdun dell'843, l'Impero carolingio fu ufficialmente spartito tra i tre nipoti di Carlo Magno (figli di Ludovico il Pio): al più anziano, Lotario, spettò il titolo imperiale e la Francia Media, che si estendeva dal Mare del Nord all'Italia centrale ed includeva dunque anche la Burgundia o Borgogna, con l'eccezione del Ducato di Borgogna all'interno del Regno franco occidentale.
A sua volta Lotario nell'855, prima di morire, divise la Francia Media tra i suoi tre figli con il trattato di Prüm: a Ludovico II la corona imperiale e il Regno d'Italia, a Lotario II la Lotaringia e a Carlo, il minore, la Provenza. Carlo fu re di Provenza dall'855 all'863, quando morì senza eredi e la Provenza fu spartita tra Ludovico II e Lotario II.

### Alta e Bassa Borgogna (879-933)
Alla morte di Lotario II, con il trattato di Meerssen (870) la Lotaringia fu spartita tra i suoi zii, i due fratelli di Lotario I: Ludovico il Germanico re dei franchi orientali ne ebbe la metà settentrionale, Carlo il Calvo re dei franchi occidentali quella meridionale.
Nell'877 Carlo il Calvo morì e due anni dopo fu deposto il suo inetto successore, Ludovico il Balbo. In questa occasione, il nobile Bosone si autoproclamò "re di Borgogna e Provenza" a Vienne, assumendo il titolo di Bosone I di Provenza. In maniera analoga, nell'887 Rodolfo I di Borgogna proclamò la nascita di un regno dell'alta Borgogna da Saint-Maurice.
Si delineavano così un regno di bassa Borgogna al di qua del Giura nella sfera del Regno franco occidentale, mentre l'alta Borgogna oltre il Giura gravitava nell'orbita del Regno franco orientale.

### Regno di Arles (933-1378)
Nel 933 Rodolfo II re dell'alta Borgogna ottenne la bassa Borgogna da Ugo di Provenza, dando vita al Regno di Arles o "delle due Borgogne". Il regno fu indipendente fino al 1033, quando passò a Corrado II il Salico, che lo integrò direttamente nel Sacro Romano Impero.
Nel corso dei secoli il regno finì per frammentarsi a causa di atti diplomatici, eredità e matrimoni dinastici: al suo interno sorsero così vari domini feudali, tra cui i principali furono le tre contee di Borgogna, Provenza e Savoia.
Il regno di Arles cessò formalmente di esistere nel 1378, alla morte di Carlo IV, l'ultimo Sacro romano imperatore ad essere stato incoronato anche re di Arles.

### Domini dei Valois-Borgogna
Nel XV secolo, Carlo I di Valois duca di Borgogna concepì il disegno di combinare in un unico Stato unitario i suoi variegati territori, geograficamente sovrapponibili all'antica Francia Media o Lotaringia. Il duca riuscì persino a persuadere l'Imperatore Federico III ad incoronarlo re a Treviri, anche se la cerimonia non ebbe poi luogo. Il progetto di Carlo naufragò quando fu sconfitto ed ucciso da Renato II di Lorena alla battaglia di Nancy (5 gennaio 1477).
Nel corso dei decenni successivi, i territori dell'eredità borgognona finirono divisi tra il Regno di Francia e la Casa d'Asburgo.

## Galleria d'immagini

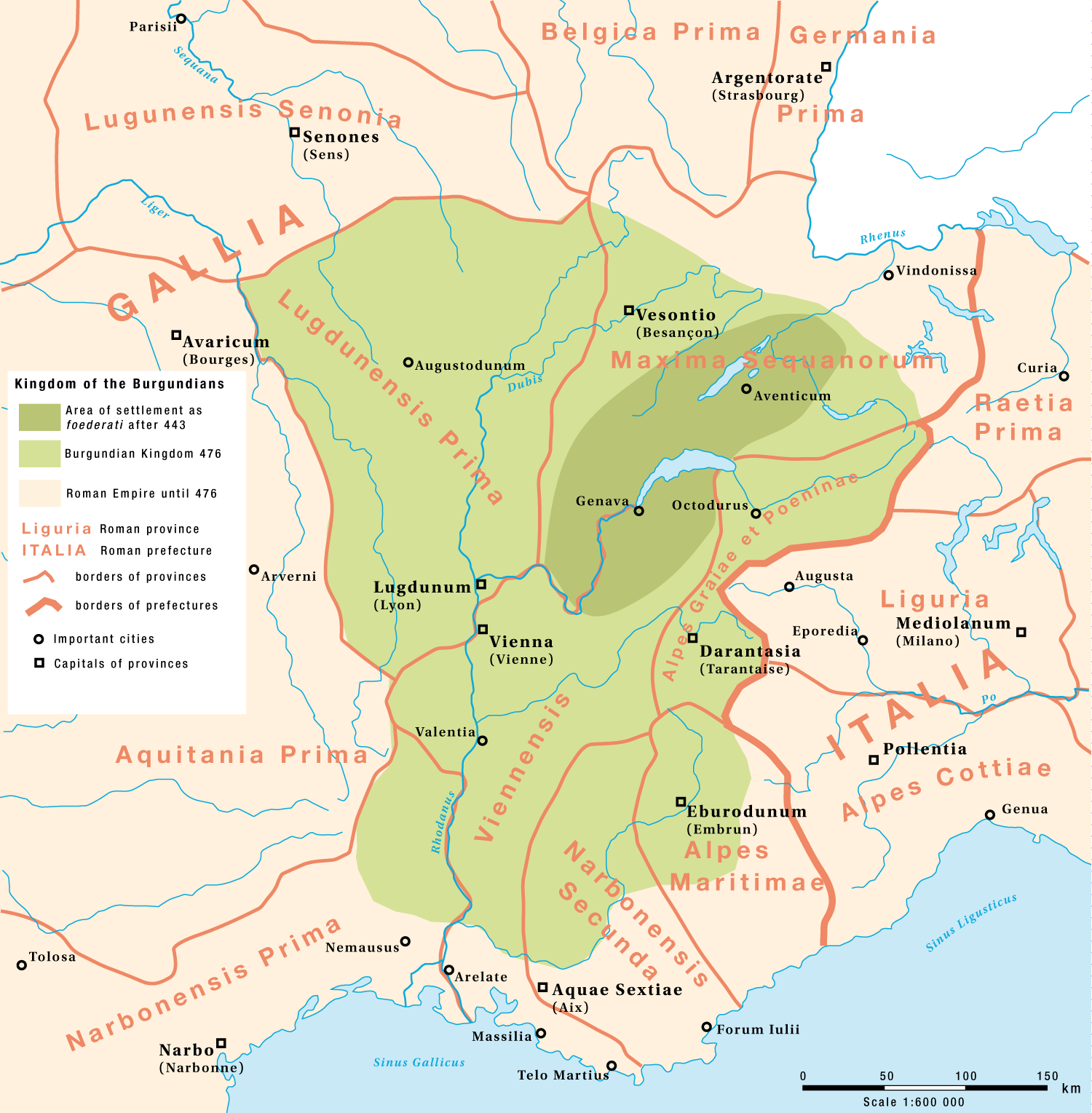
Il Regno dei Burgundi (411-534)
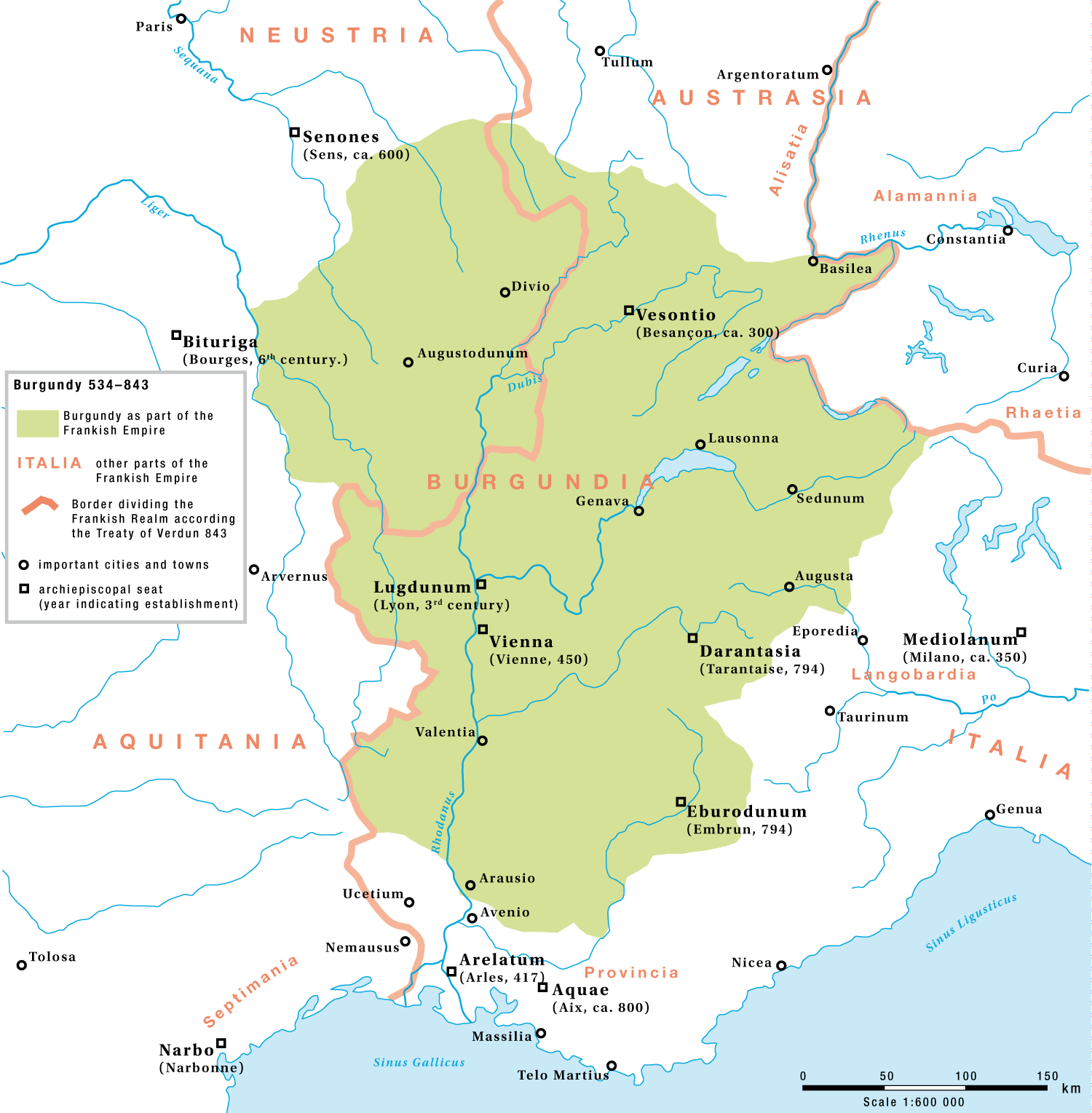
La Burgundia nel Regno franco e nell'Impero carolingio (534-843)
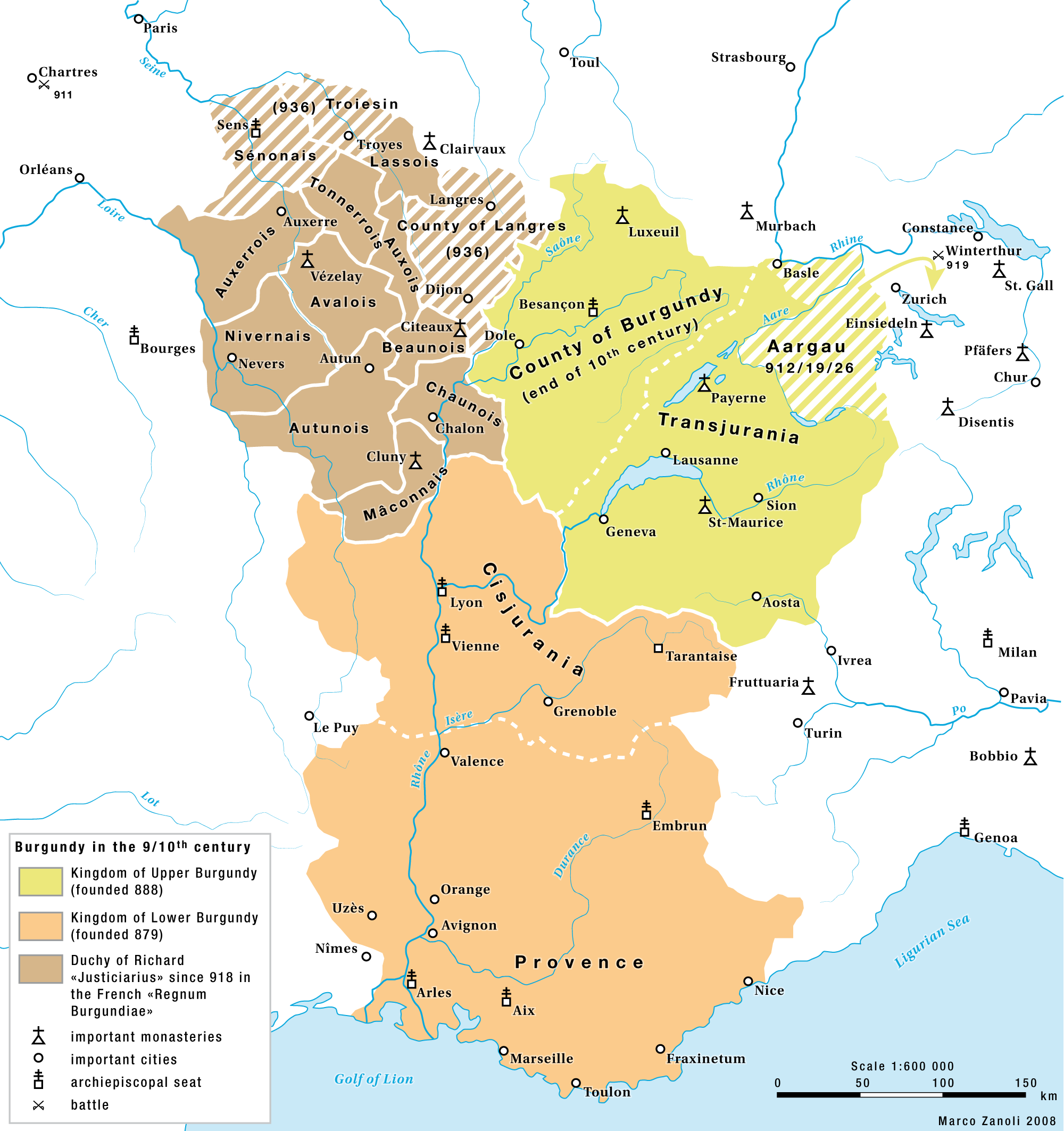
I due regni di      Alta Borgogna e      Bassa Borgogna (879-933)
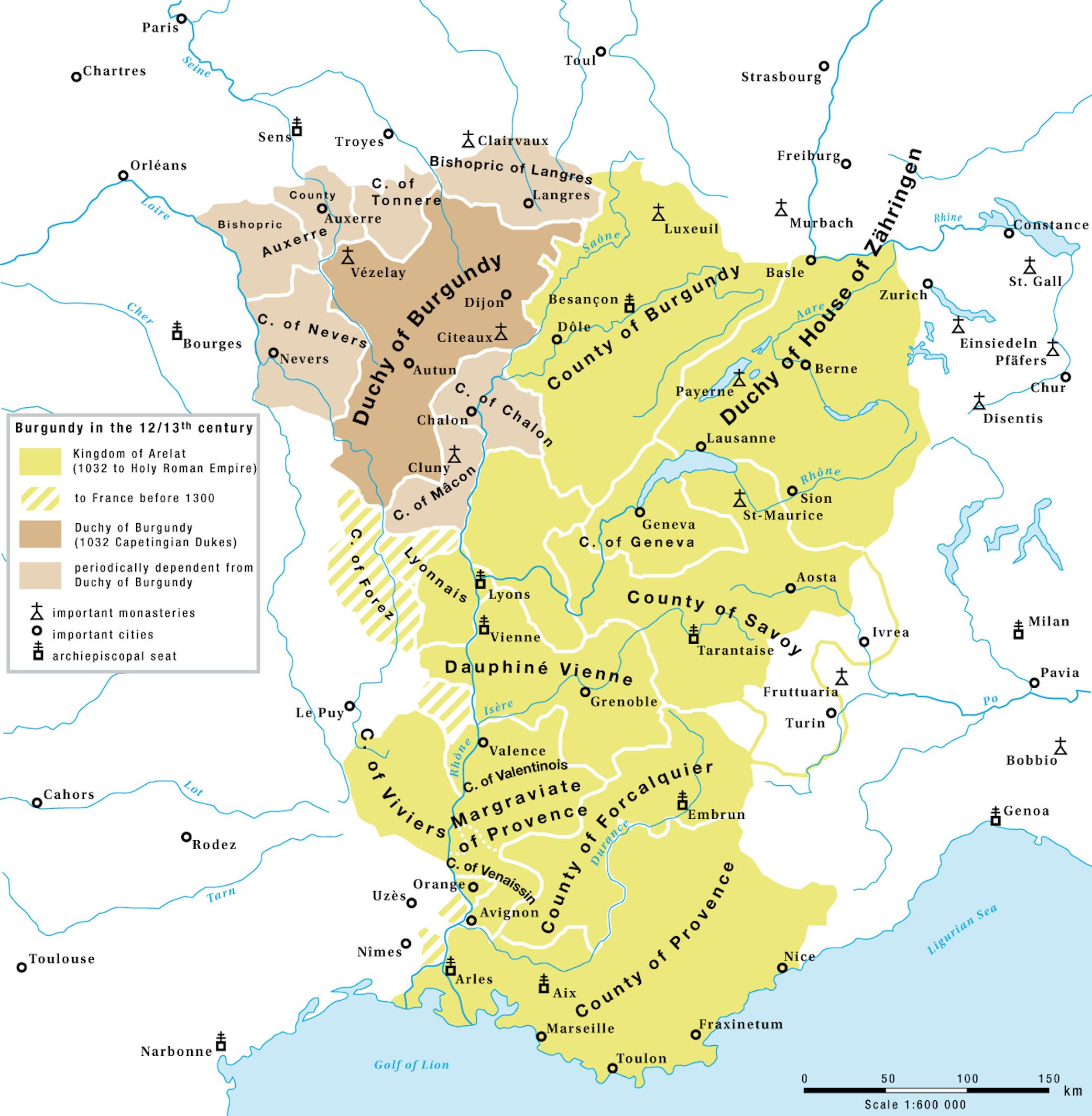
Il Regno di Arles o delle Due Borgogne nel Sacro Romano Impero (1033–1378)
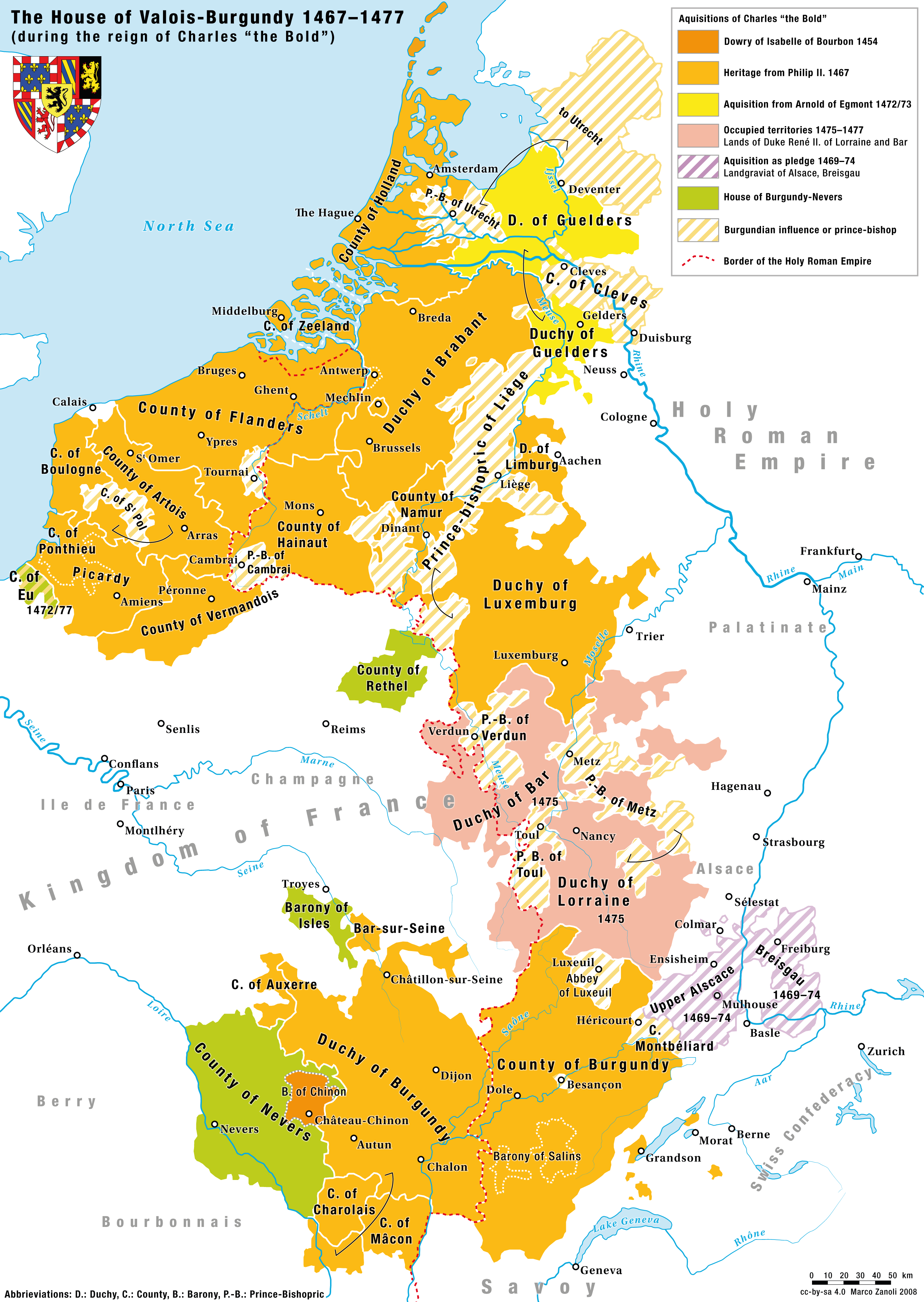
I possedimenti della casa di Valois-Borgogna sotto Carlo il Temerario (1465-1477)